# Runólfur Jónsson
Runólfur Jónsson, född omkring 1619, död 1654, var en isländsk språkforskare. 
Jónsson blev 1644 rektor i Hólar, kom 1649 till Danmark och dog som rektor vid Kristianstads skola. Han utgav De linguæ septentrionalis elementis (1651) och Grammaticæ islandicæ rudimenta (samma år; omtryckt av Hickes 1689 i Oxford), värdefullt som det första i sitt slag och genom sina upplysningar om det dåtida isländska uttalet. Det begagnades ända till dess Rask utgivit sin "Veiledning til det islandske" (1811).